# Sibilista
Se llamaron sibilistas a los cristianos que pretendieron encontrar profecías en los libros sibilinos. 
Este nombre les fue dado por Celso, escritor del siglo II de nuestra era, a una secta cristiana que consideraba a las sibilas como profetisas verdaderamente inspiradas por Dios.